# Architecture rétrospectiviste en Russie

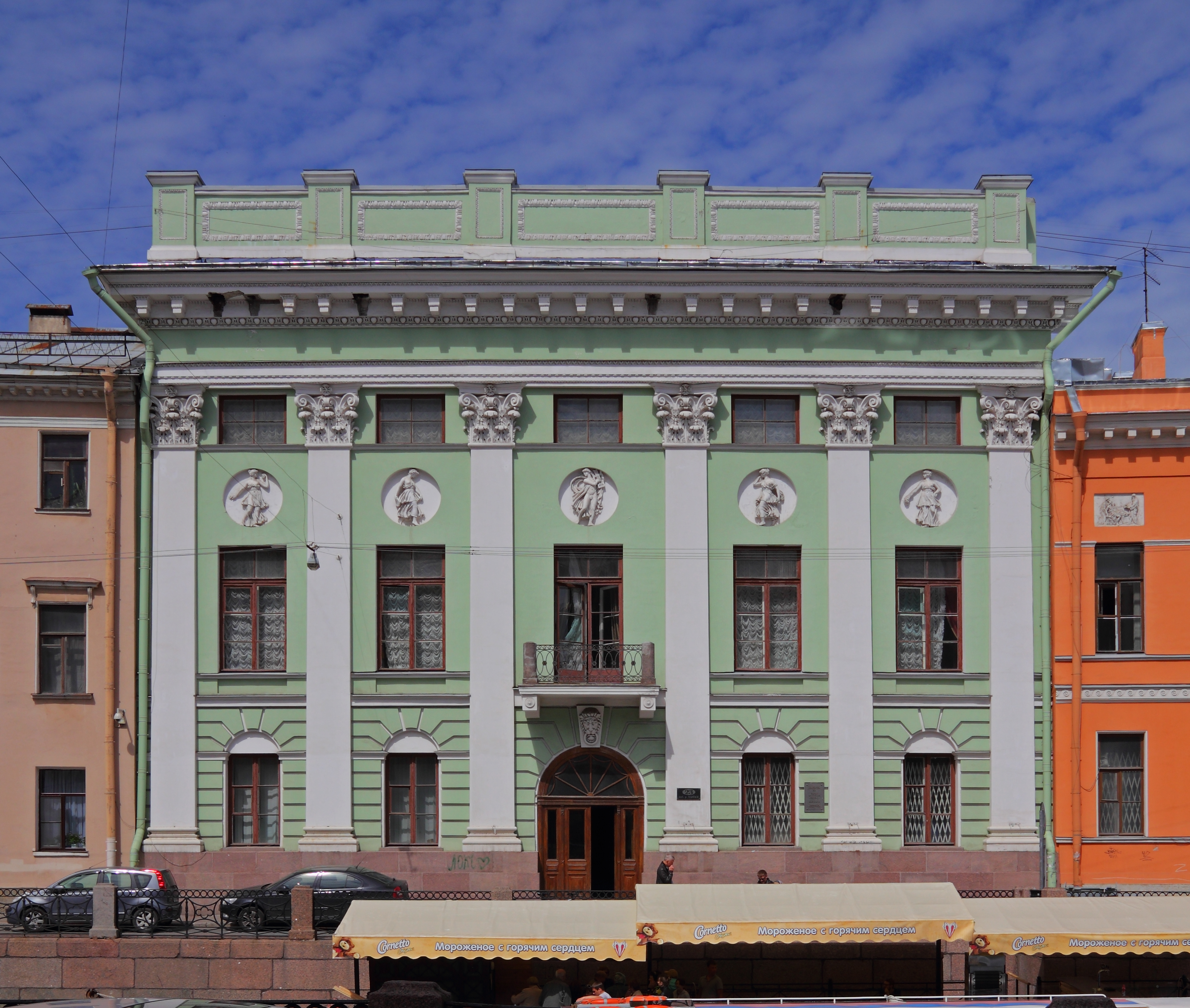
hôtel particulier d'Abamélek-Lazarev en 1912-1914, Architecte Ivan Fomine

L'architecture rétrospectiviste ou architecture néo-classique en Russie est un courant de l'historicisme qui s'est développé durant le dernier tiers du XIXe siècle et le début du XXe siècle. Elle a fait appel à la tradition artistique, soit de l'Antiquité classique, soit de l'époque de la Renaissance ou encore au classicisme. Dans l'histoire de l'art, dans les autres pays que la Russie, le terme néo-classicisme désigne les manifestations de l'architecture et des arts visuels qui sont apparues dans la seconde moitié du XVIIIe siècle et le premier tiers du XIXe siècle à la différence du classicisme proprement dit apparu plus précocement, c'est-à-dire au XVIIe siècle.

## Confusion dans les termes classicisme et néo-classicisme
La confusion est apparue du fait qu'en France  et en Italie le style classique est le style du XVIIe siècle, le style (Louis XIV). Sous l'appellation néo-classicisme on entend en Europe le style de la seconde moitié du XVIIIe siècle et du début du XIXe siècle de 1750 à 1830. Or cette même époque 1750-1830 est classée en Russie en matière d'architecture, sous l'appellation du classicisme. En Russie on appelle par contre le néo-classicisme ou rétrospectivisme l'architecture du début de la fin du XIXe siècle début du XXe siècle, qui se différencie du classicisme russe par les matériaux utilisés et par l'accentuation des formes classiques et des détails. Parfois aussi, par le mélange des motifs décoratifs de style renaissance et classique.

## La crise du style moderne
À la fin du XIXe siècle, apparaît un nouveau style architectural en Russie, que l'on appelle le « moderne », correspondant à l'art nouveau en Europe occidentale. Mais il ne peut satisfaire à l'exigence qui se fait jour d'un grand style monumental. Le néo-classicisme voit alors le jour au début du XXe siècle comme une antithèse aux excès décoratifs de l'architecture moderne. Il s'appuie sur l'ordre classique et son goût des proportions. Il est aspiration au confort et à l'harmonie. Sa décoration caractéristique est formée de feuilles, coquillages, frontons, figures antiques. Le mobilier correspondant est léger, clair, aux lignes droites.
Parallèlement à la tendance novatrice de l'architecture du début du XXe siècle se manifeste un courant rétrospectiviste. La soif de nouveauté se change rapidement en rêve sur le passé. Les ouvertures nouvelles de l'architecture se référant au classique ont accéléré la déception à l'égard des nouveautés et au déclin des styles séculaires. Le néoclassicisme et le style néo-russe ont commencé à apparaître dans le vocabulaire architectural moderne, mais ont été reléguées peu à peu à l'arrière plan.

## Nouveau regard sur l'architecture du vieux Saint-Pétersbourg
Dès le début des années 1900, le peintre et critique Alexandre Benois est un des premiers auteurs à parler de la beauté incomparable de Saint-Pétersbourg. Ses articles ont littéralement ouvert les yeux de ses contemporains en leur apprenant à apprécier l'héritage classique oublié. À partir de là commença le développement du néoclassicisme.
Ce mouvement gagna les deux capitales russes puis la province. Naturellement, le néo-classicisme connaissait des développements parallèles et proches dans l'architecture européenne de cette époque. Mais il reste que cette apparition a des caractères spécifiquement pétersbourgeois. Ses partisans se fondaient sur leurs propres traditions, faisant référence au « siècle d'or » de l'architecture dans la capitale de la Neva. À la différence du style moderne, et de la plupart des styles nouveaux du XIXe siècle, c'était ici un développement à partir de racines propres. C'est pourquoi, c'est à juste titre que l'on appelle ce mouvement une renaissance pétersbourgeoise. Elle est personnifiée par la prise de participation de la ville au mouvement pan-européen du classicisme.

## Rétrospectivistes

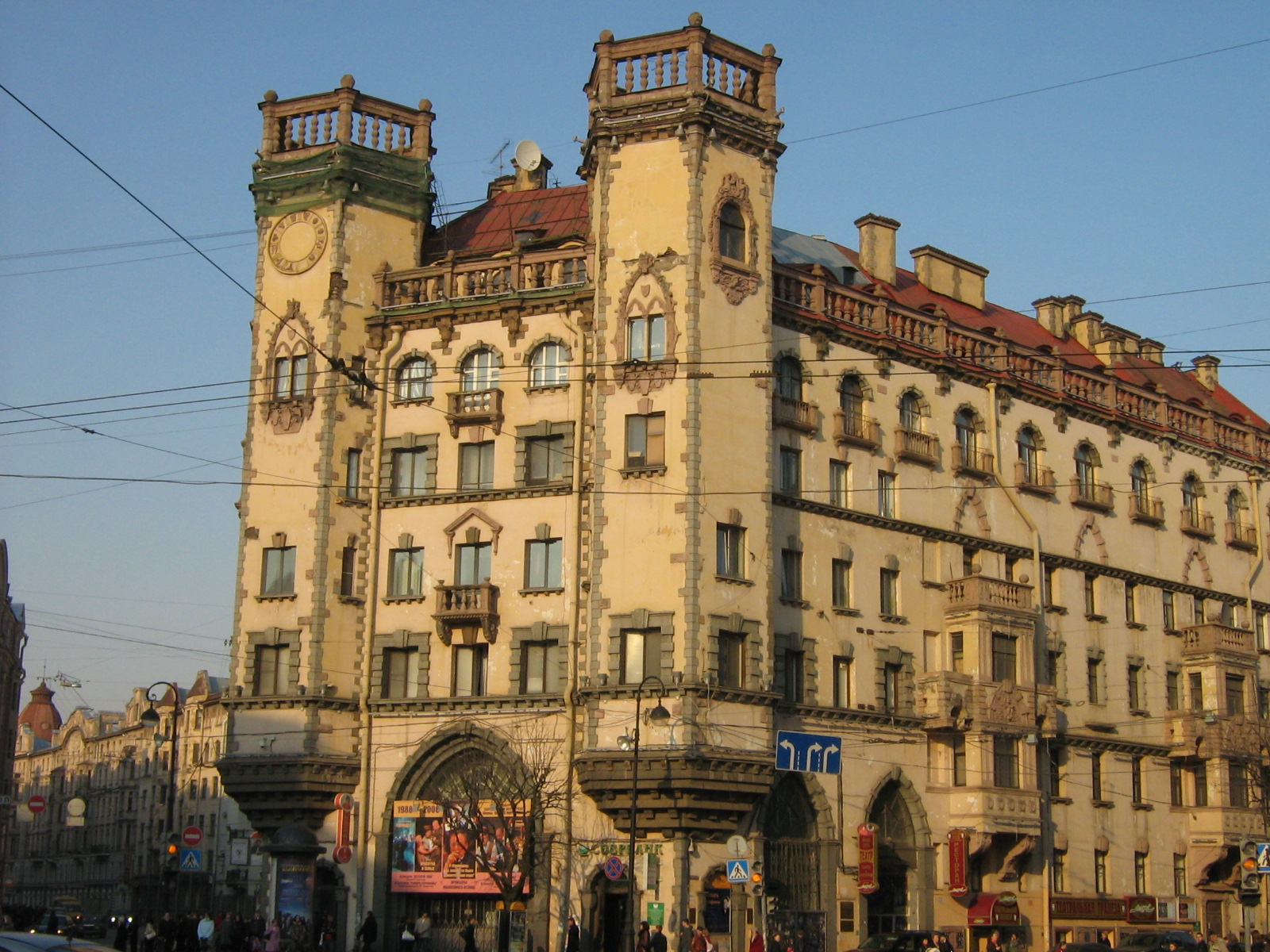
« Maison aux tours » Place Léon Tolstoï à Saint-Pétersbourg : 1913 — 1915, rétrospectivisme, arch. Constantin Rozenchtein  et Andreï Belogroud
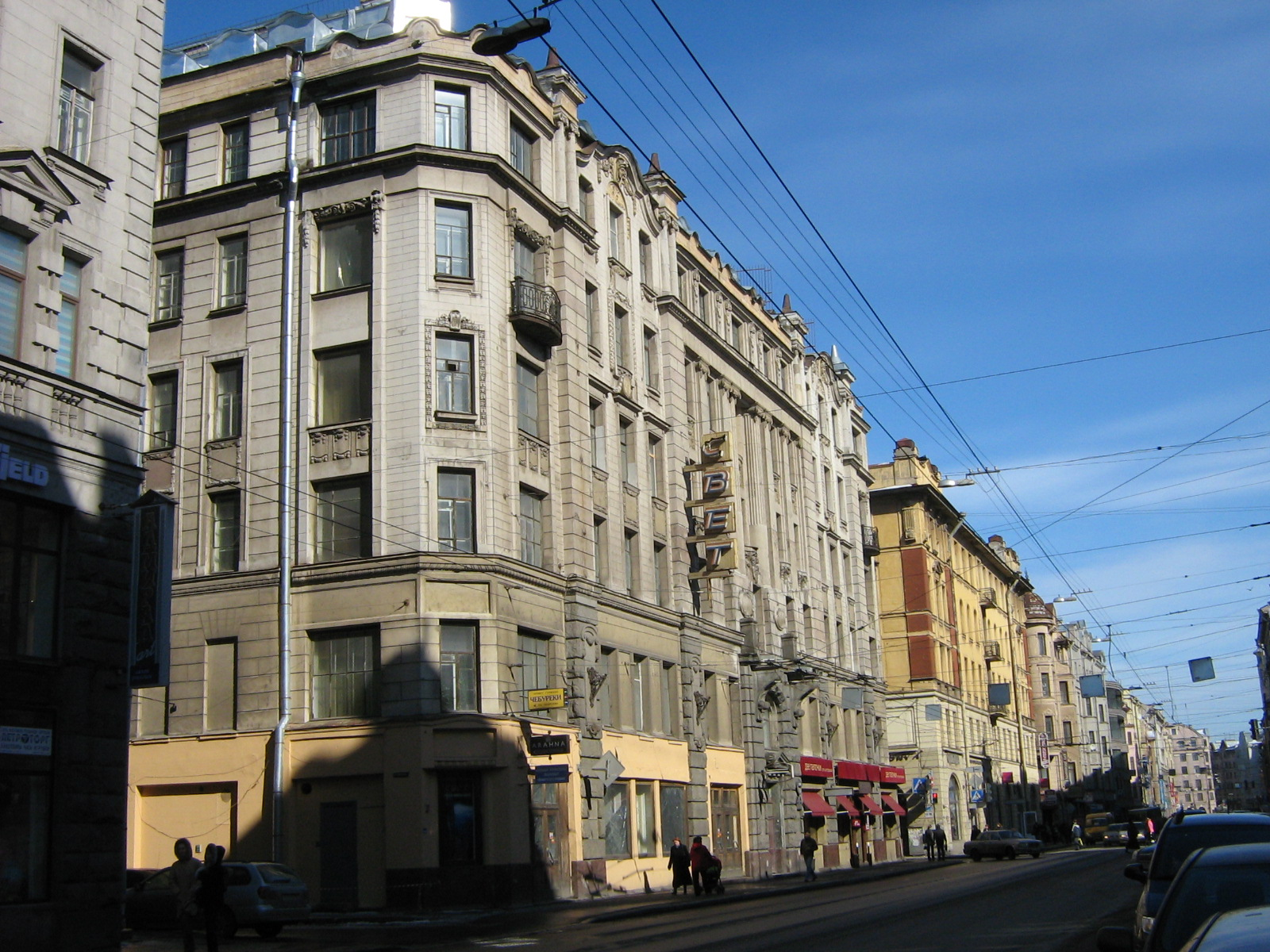
« Maison Antonovoi », avenue de Petrograd, 74. 1912—1913, néoclassicisme, architecte Wilhelm Schaub

Le mouvement rétrospectiviste s'appuie avant tout sur le classicisme russe, ainsi que sur le style Empire, mais encore, en partie aussi, sur le baroque. Au début il est orienté vers des ensembles classiques (les constructions de Vasili Svinin et Evgraf Vorotilov). Les festivités du 200-e anniversaire de la fondation de la ville de Saint-Pétersbourg réveillèrent un grand intérêt pour l'histoire ancienne de la ville et contribuèrent à faire apparaître un courant néo-baroque (Alexandre Dmitriev, Lev Ilin, Nikolaï Lanceray). Ivan Fomine, ardent partisan de l'architecture de la fin du XVIIIe siècle, début du XIXe siècle, devint le leader de cette tendance. Puis les tenants des orientations traditionnelles se tournèrent de plus en plus vers les premières sources du classicisme russe, vers la renaissance italienne et en particulier vers le Palladianisme. Les représentants du mouvement néo-renaissance qui dominent sont Vladimir Chtchouko, Andreï Belogroud, Marian Peretyatkovich (en), Marian Lalewicz (en).
Idéalement l'intention des rétrospectivistes était de construire entièrement dans le style historique en donnant même l'illusion de l'ancien. En pratique toutefois, ils étaient soumis à des choix de structures fonctionnelles contemporaines qui leur permettait d'obtenir une intonation ostensible de modernisme. Parmi les premiers à se lancer dans le style néo-classique
modernisé peuvent être cités les noms de Fredrik Lidvall et de Robert-Fridrikh Meltser. Comme exemple de transformation et de simplification des formes classiques il faut citer l'ambassade d'Allemagne à Saint-Pétersbourg de l'architecte Peter Behrens.

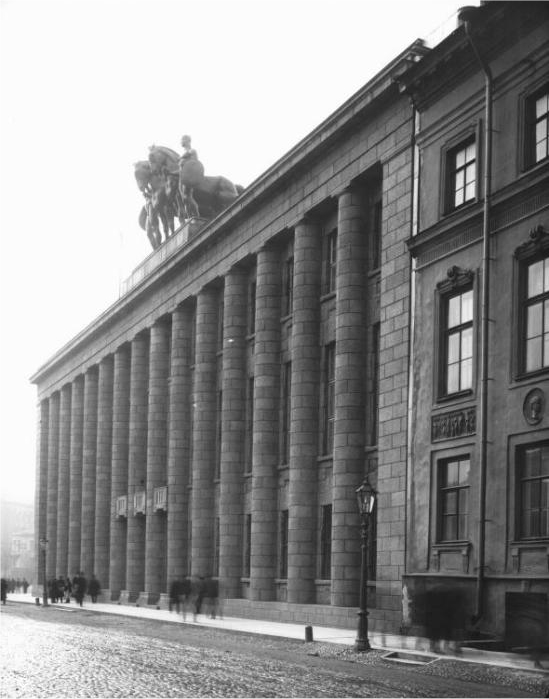
Ambassade d'Allemagne.1913. Architecte Peter Behrens.
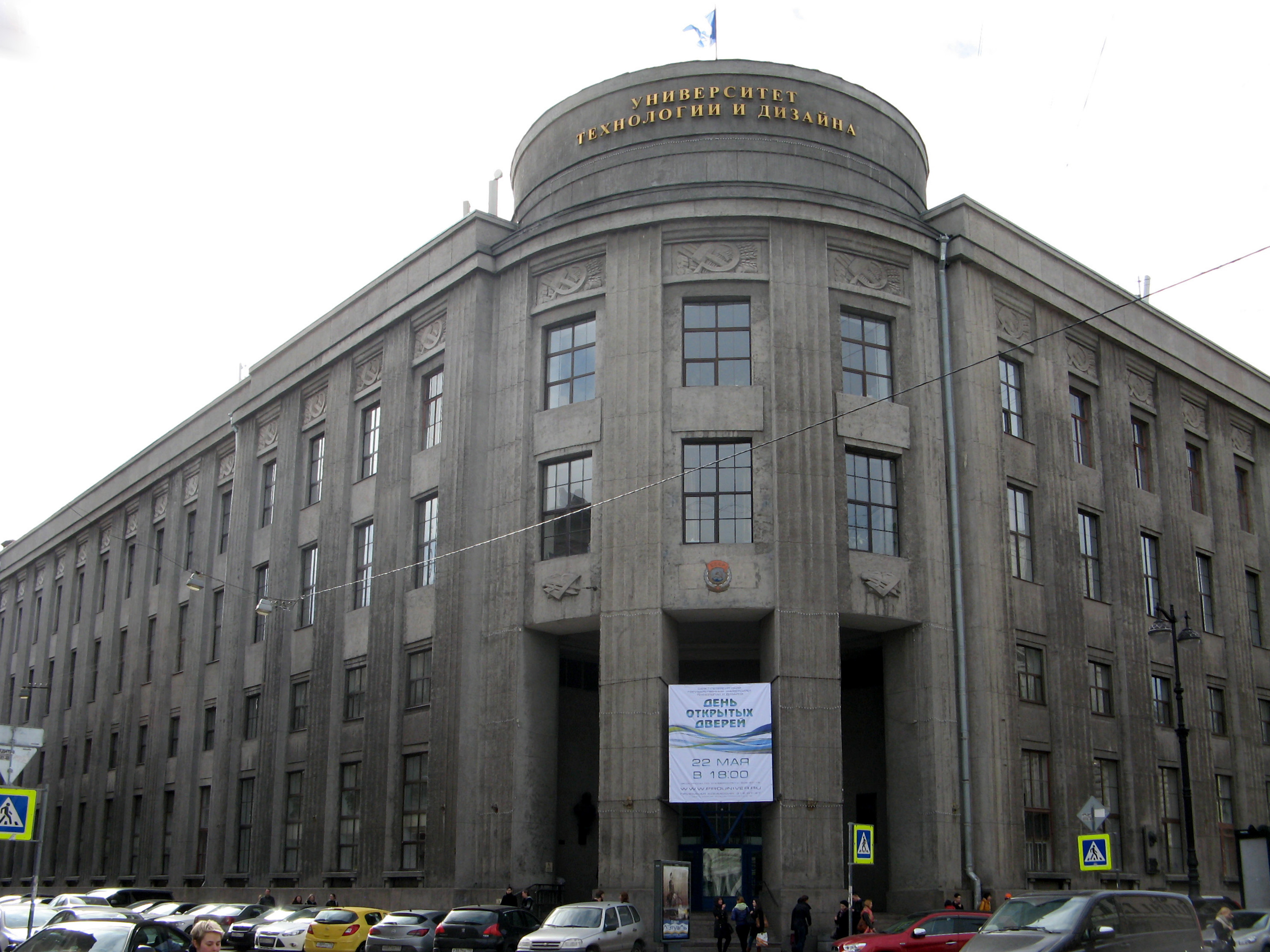
Banque à Saint-Pétersbourg, architecte : Fredrik Lidvall
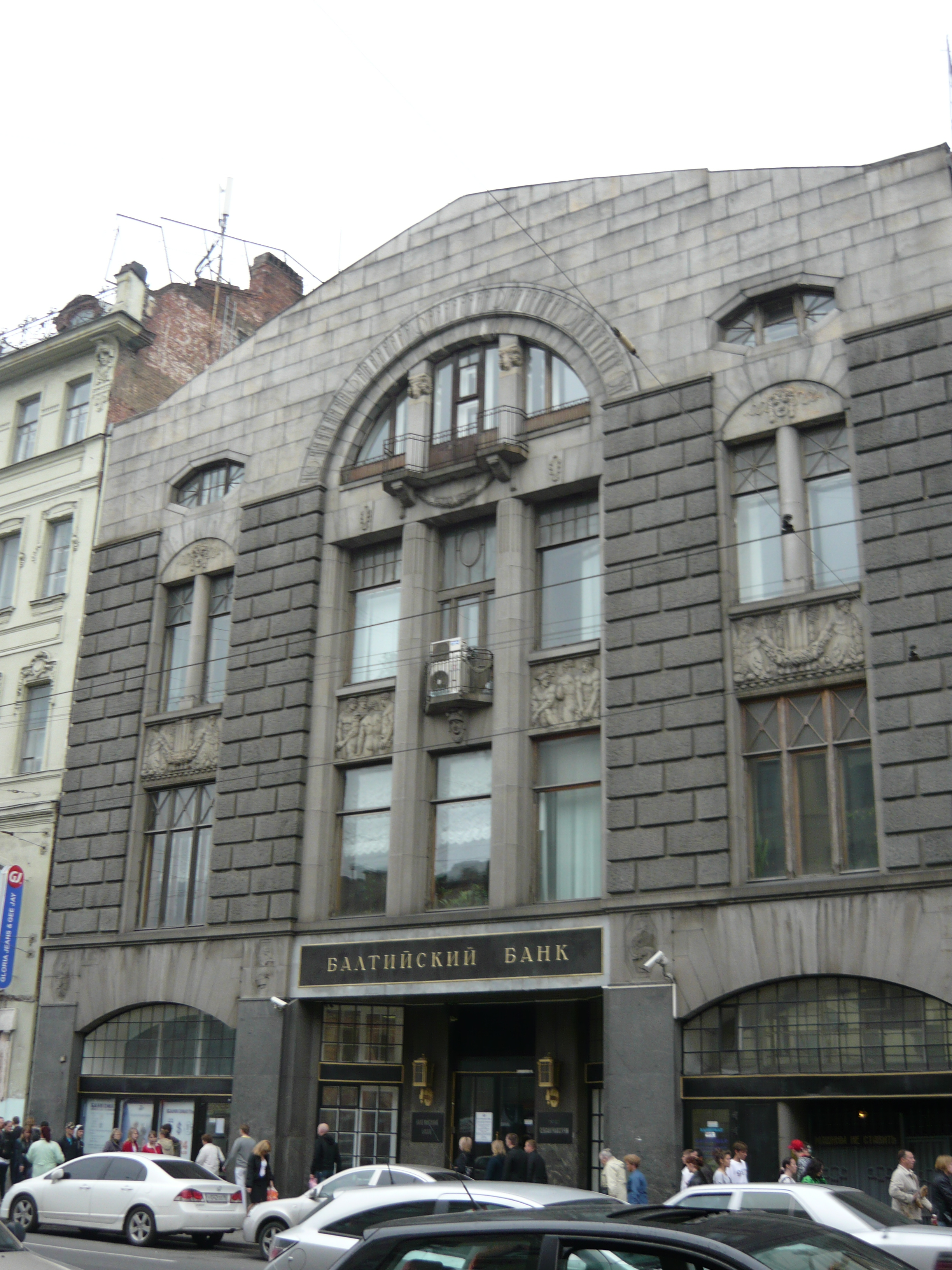
Société de crédit, 1907, Fredrick Lidvall. Saint-Pétersbourg
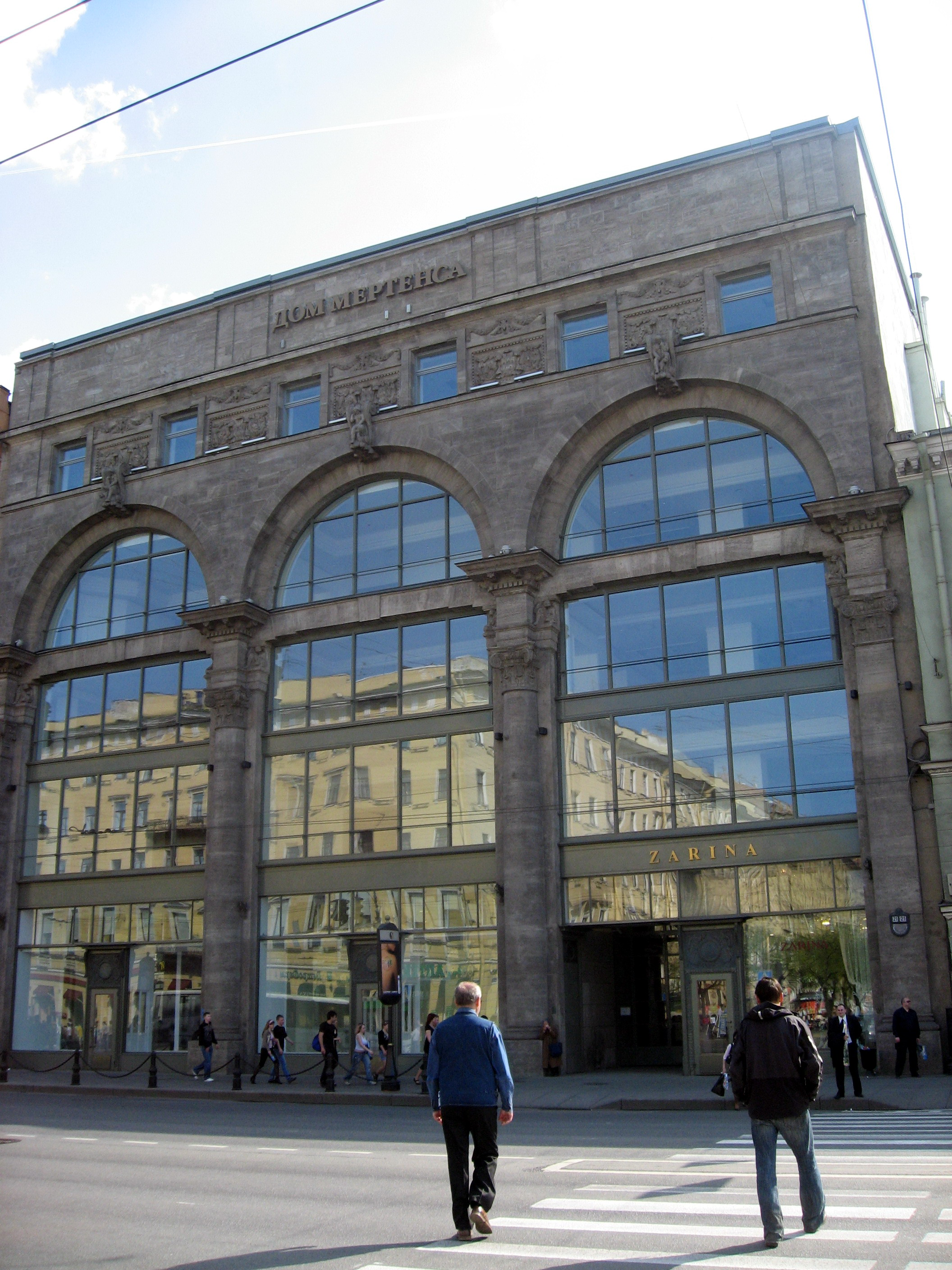
Saint-Petersbourg, architecte : Marian Lalewicz
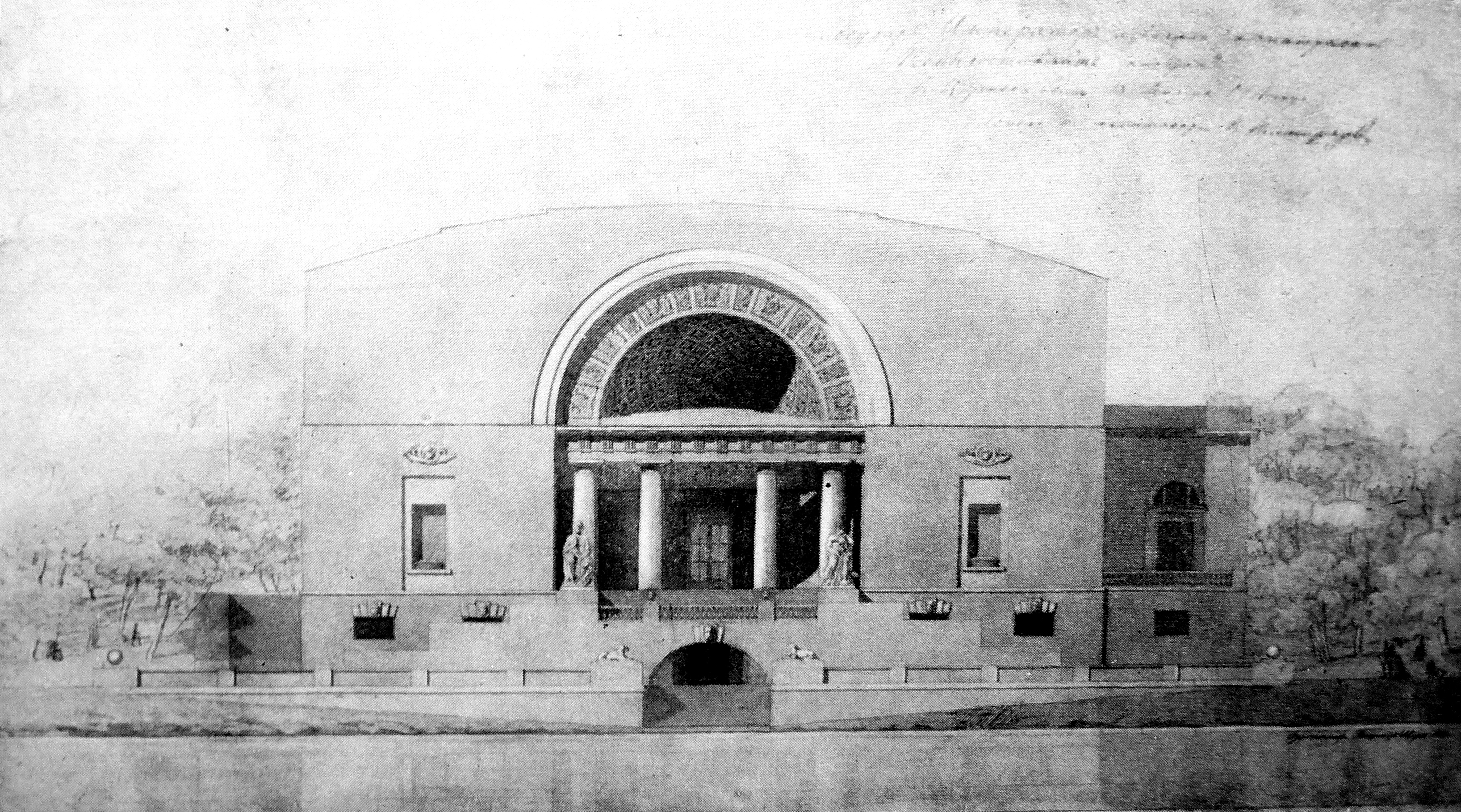
Projet de pavillon russe à Turin 1911. Architecte : Vladimir Chtchouko

Toutes les nuances du style néo-classique, en ce compris le néo-baroque, ont été admises par le courant reconstructiviste pour la ville de Saint-Pétersbourg. Par contre le courant national russe est considéré comme incompatible avec le contexte historique de la ville. C'est pourquoi le « Style russe » n'a trouvé des réalisations que dans le domaine des constructions d'églises avec les architectes Vladimir Pokrovski, Stepan Kritchinski, Andreï Aplaksin. Dans leur recherche de simplicité monumentale, les architectes se tournent vers les édifices de Novgorod et de Pskov. C'est là que se trouve l'empreinte de la stylisation dans l'esprit du style moderne.

## Buts et problèmes posés par le néo-classicisme
Le néoclassicisme a posé un problème fondamental : faire renaître et renforcer ensuite l'ensemble stylistique de la capitale et poursuivre son développement au niveau déjà atteint par les nouvelles constructions, mais en respectant les préceptes architecturaux anciens.
Ce style a soutenu le développement des idées urbanistiques de la ville. Comme les plans grandioses des quartiers d'habitations appelés « Nouvelle Pétersbourg » sur l'"Île des décabristes" d'Ivan Fomine et Fredrik Lidvall, ainsi que les projets concurrents de bâtiments publics au "Toutchkov bouian" (également d'Ivan Fomine, M. K Doubinskin, S. S Serafimov).
Le « Projet de transformation de Saint-Pétersbourg » de F. E. Enakiev et de Léon Benois était un véritable plan général d'urbanisme, prévoyant dans son ensemble la reconstruction de la ville et de ses infrastructures avec de nouvelles rues et voies d'accès diverses. La réalisation de ce projet a été empêchée par la survenance de la Première Guerre mondiale.

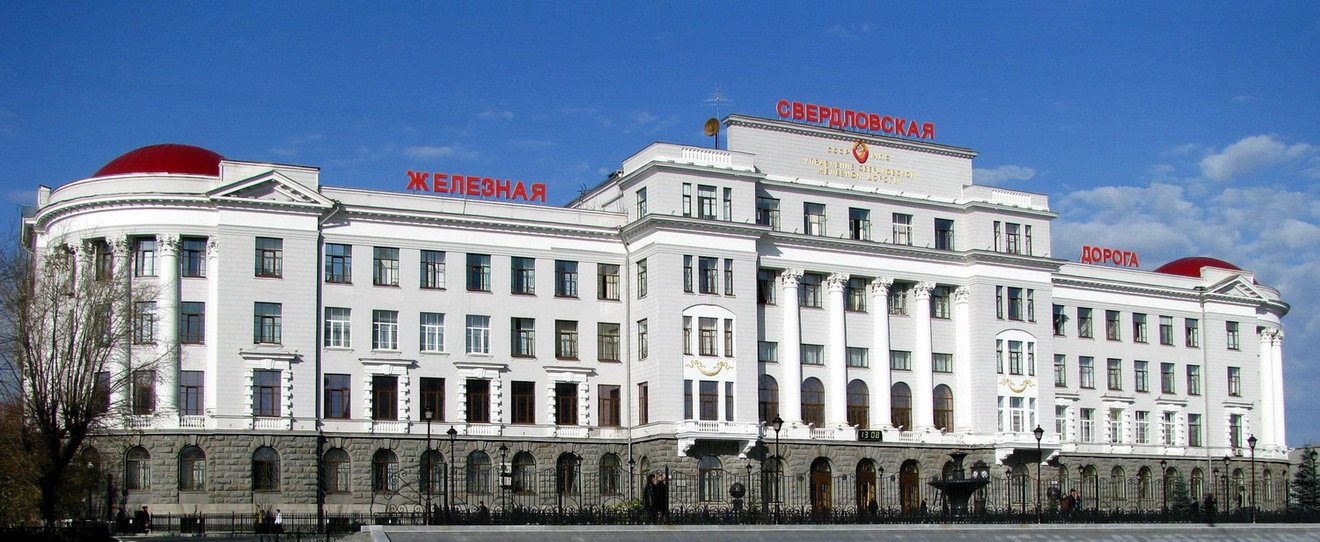
Bâtiment de la compagnie des chemins de fer de Sverdlovsk (1925—1928) — rare exemple de néo-classicisme des années 1920

Au début du XXe siècle, presque tout le quartier "Petrogradskaïa storona" est reconstruit, de même que de nombreux quartiers de l'"Île Vasilevski" et de la rive gauche. La rue « modèle »" de cette époque devient la "Prospekt Kamennoostrovski", où l'on peut admirer les meilleures réalisations modernes et néoclassiques. À la « perspective Nevski »" et dans les quartiers environnants s'achève la formation du quartier « Peterbourg City ». La ville acquiert un statut de capitale européenne. Mais la Révolution d'Octobre viendra tragiquement lui faire perdre ses ambitions à ce niveau.
Le néo-classicisme, est en fait la première orientation stylistique architecturale d'importance dans l'histoire de la ville de Saint-Pétersbourg, créée grâce à son propre héritage. Il s'est développé depuis 1917 et a poursuivi son existence dans des conditions tout à fait différentes jusqu'au milieu des années 1920, quand il a cédé sa place pour quelque temps au constructivisme. Les leçons du néo-classicisme du début du siècle ont été extrêmement fructueuses et prometteuses non seulement pour l'architecture stalinienne des années 1930 aux années 1950; elles sont encore d'actualité aujourd'hui.

## Réalisations des architectes

### Fredrik Lidvall
Frederik Lidvall (aussi appelé : Fiodor Lidval) est un des premiers à faire appel aux formes de la Renaissance dans ses projets architecturaux. Le centre de la façade de la Banque Azov-Don à Saint-Pétersbourg est occupé par un portique gris à la forme ionique qui permet de situer depuis l'extérieur la salle des guichets.
Les immeubles de rapport construits sur les plans de Lidavll ont un aspect très classique. Ainsi la " Maison Tolstoï ", quai de la Fontanka à Saint-Pétersbourg. Les corps de bâtiments se suivent autour de spacieuses cours intérieures judicieusement agencées et reliées par de hauts porches voûtés. C'est une réminiscence de la Renaissance mais qui annonce une parenté avec l'Art nouveau par leurs dessins en ellipse plutôt qu'en plein cintre.

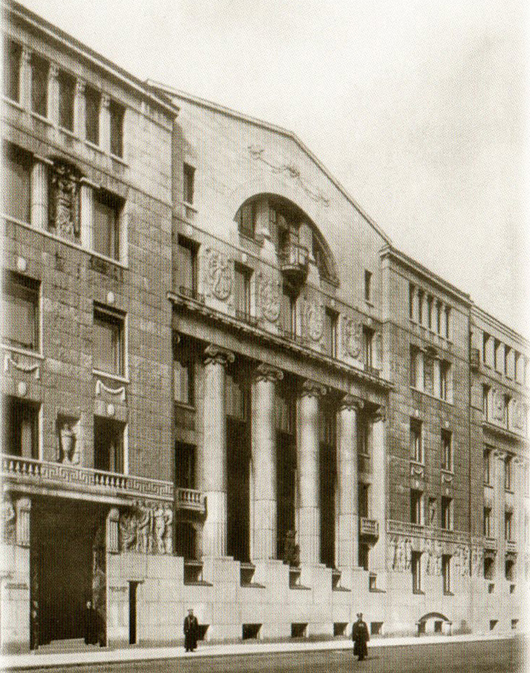
La banque Azov-Don, 1913
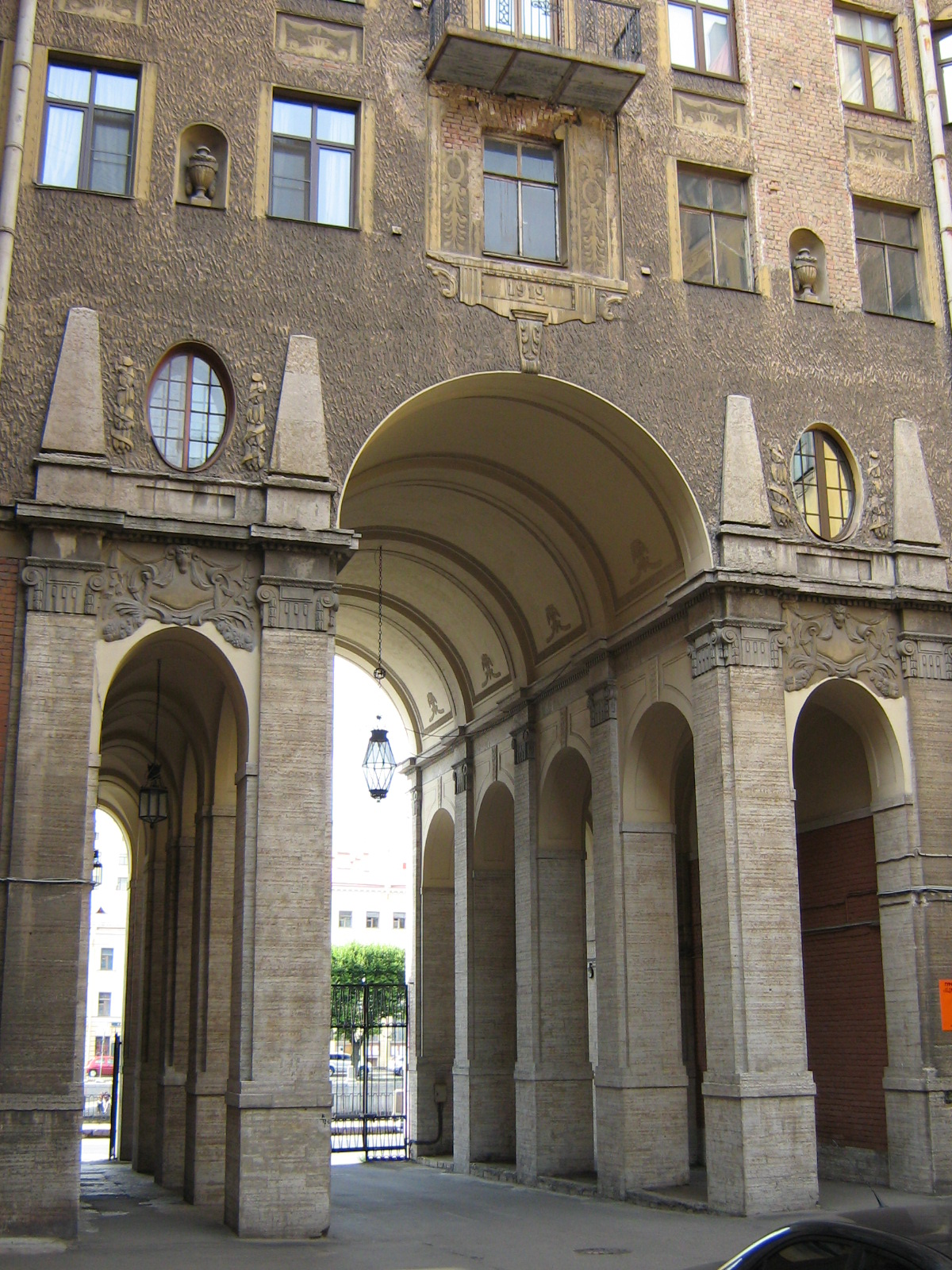
Maison Tolstoï, 1910-1912

### Marian Peretiatkovitch(en)
Les immeubles de Peretiatkovitch sont d'une austère monumentalité. L'impossibilité de combiner la structure des grands immeubles utilitaires aux bâtiments de la Renaissance donne à ses façades un aspect « décor de théâtre. » Sa réalisation la plus connue est la banque Wawelberg. L'architecte s'inspire dans les formes générales des palais italiens. Mais le modèle italien ne comprenait que trois étages et pas cinq comme le fait l'architecte pétersbourgeois. Pour lui ce sont les détails et associations italiens qui déterminent l'impression générale. Dans la Perspective Nevski, où il se situe, les formes amples de ce bâtiment et le recouvrement en granit de la façade le distinguent nettement de la délicate architecture des immeubles proches.

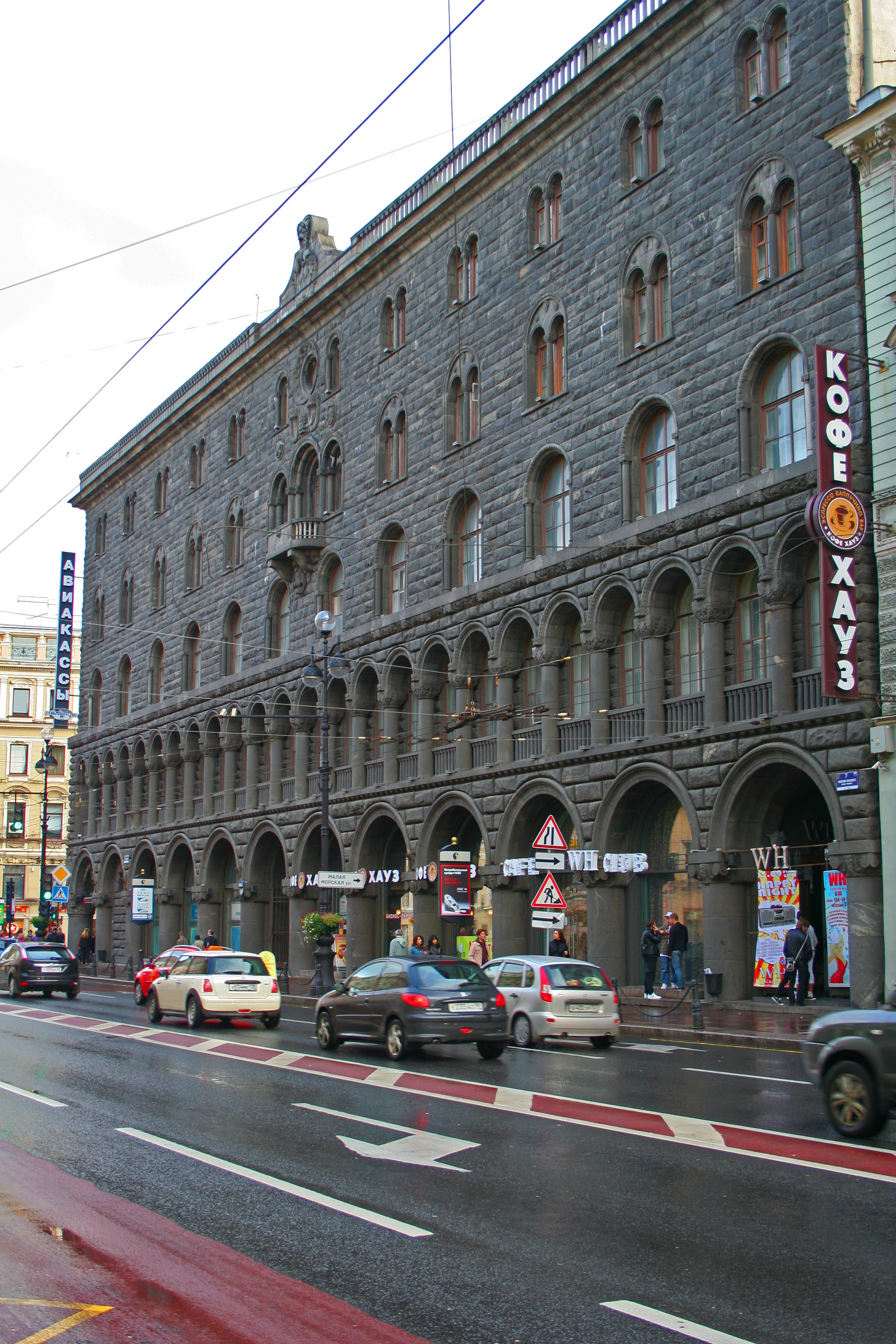
Banque Wawelberg. 1912
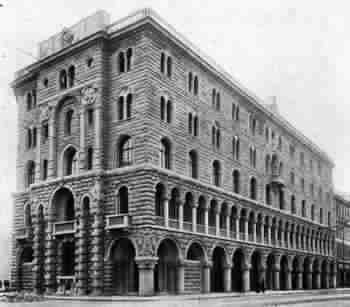
Banque  Wawelberg à Saint-Pétersbourg.

### Vladimir Chtchouko
La combinaison entre les grandes structures modernes et les compositions de la Renaissance a été ingénieusement résolue par Chtchouko. Un des deux bâtiments qu'il a réalisé avenue Kamenoostrovski a été souvent imité. Sa façade imposante comporte une imposante colonnade en saillie dans le style de la Loggia del Capitanio à Vicence de l'architecte Palladio.

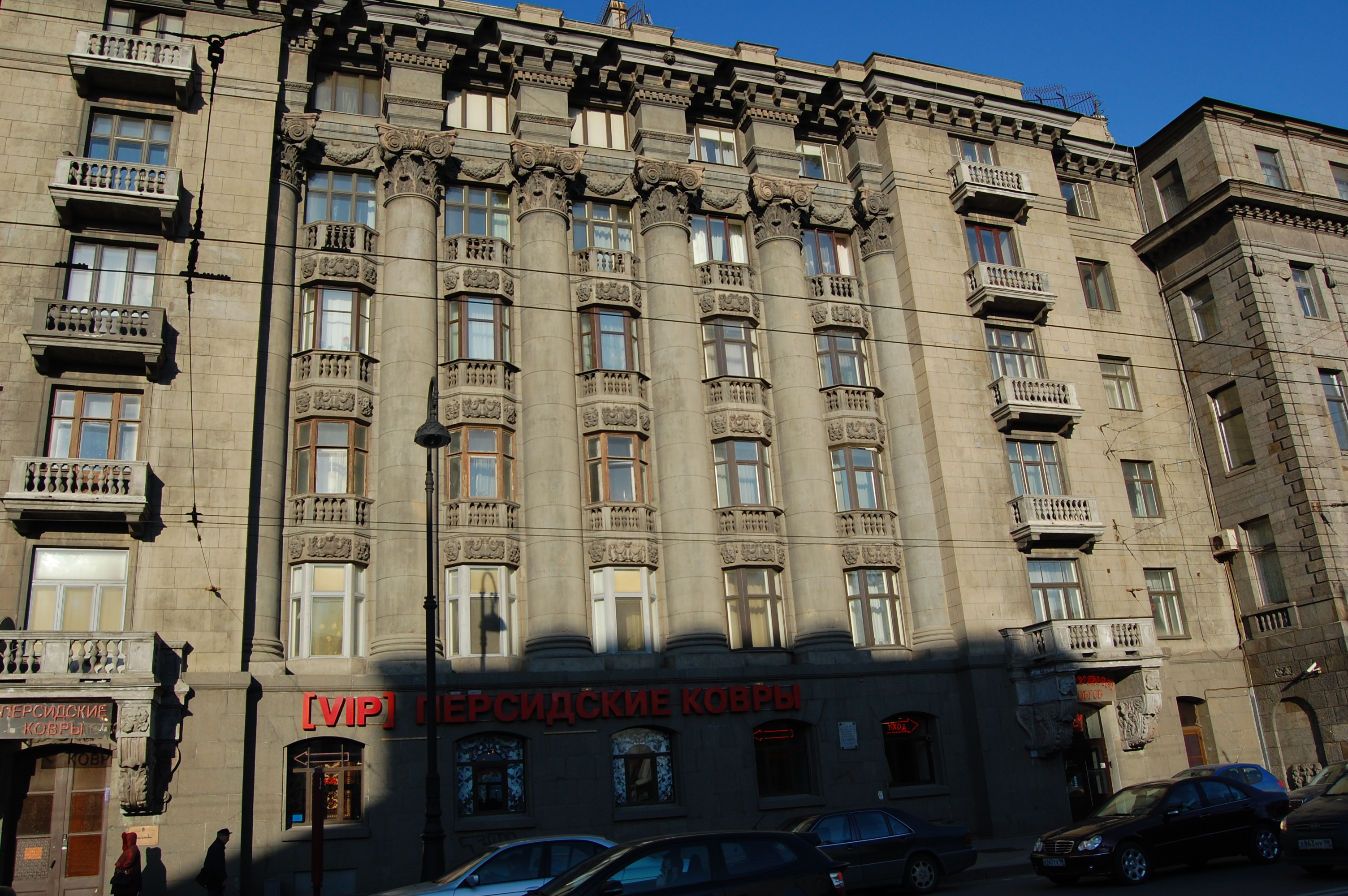
Kamennoostrovsky Prospekt 65 St-Petersbourg 1910-1911
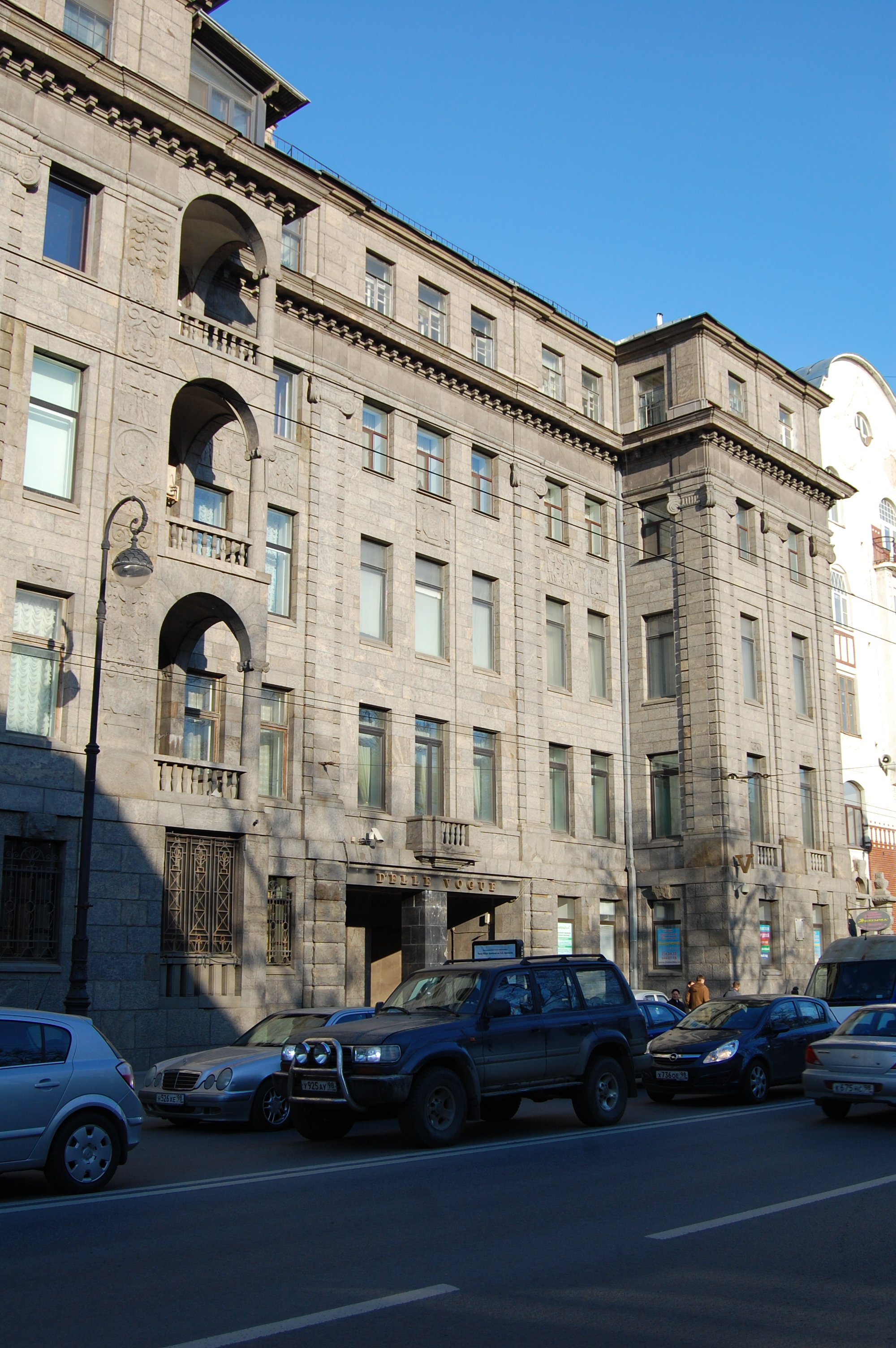
Kamennoostrovsky Prospekt 63

### Ivan Fomine
Ivan Fomine est le personnage central de la décennie des années 1910 en matière de nouveau style architectural. Il souhaitait créer une version authentiquement russe de l'Art Nouveau et avait participé à une exposition du Mir iskousstva sur ce sujet à Moscou dès 1902. La maison Polovtsev sur l'île Kammeny à Saint-Pétersbourg témoigne de son souci de renouveau du néo-classicisme.
Dans sa construction de l'hôtel particulier d'Abamélek-Lazarev en 1912-1914 à Saint-Pétersbourg, il a recours à l'exagération de ce qu'il perçoit comme des caractéristiques spécifiques du classicisme russe. Par la suite il abandonna peu à peu ce rétrospectivisme imitatif.

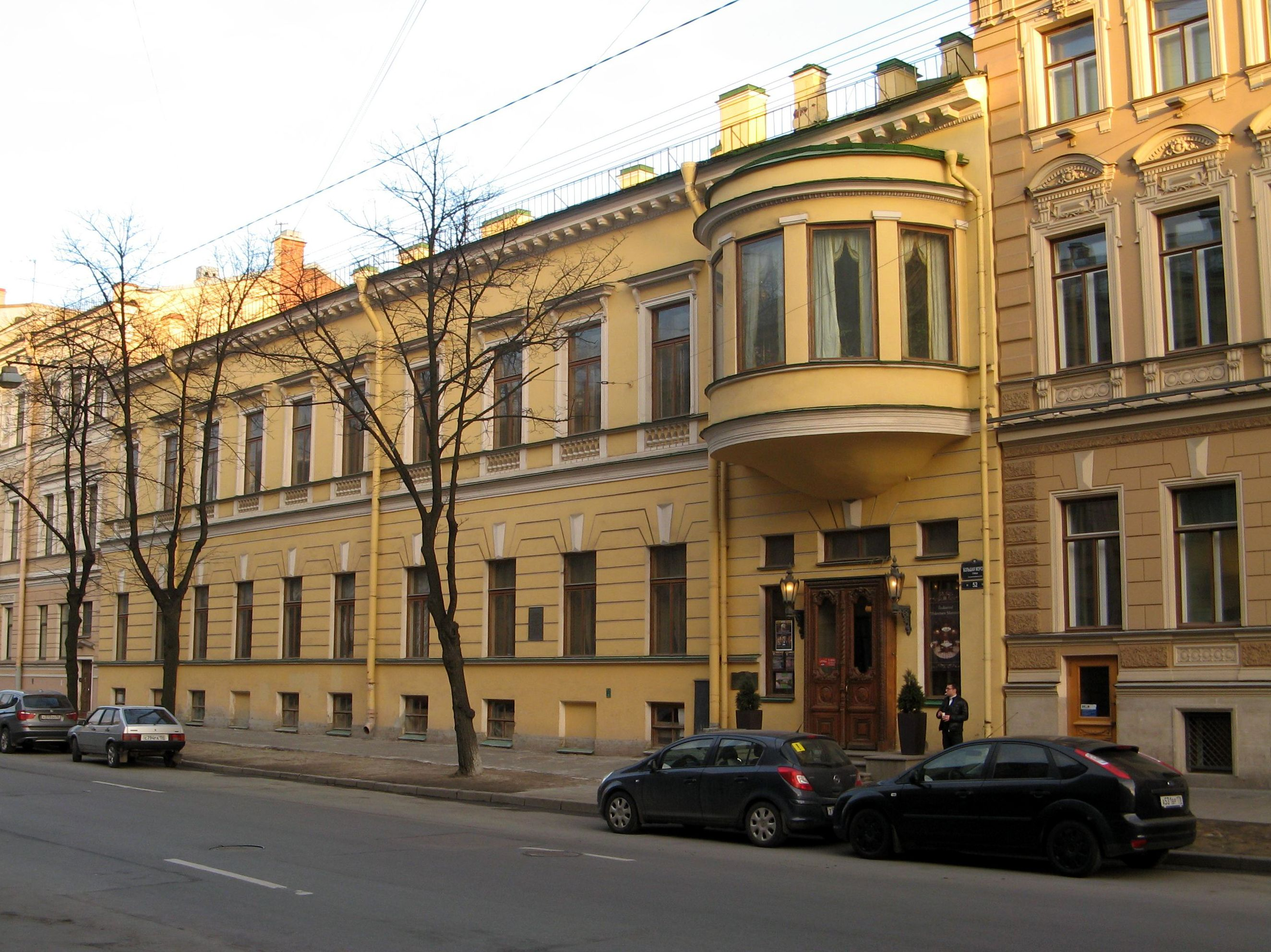
Maison Polovtsev. Saint-Pétersbourg 1911-1913
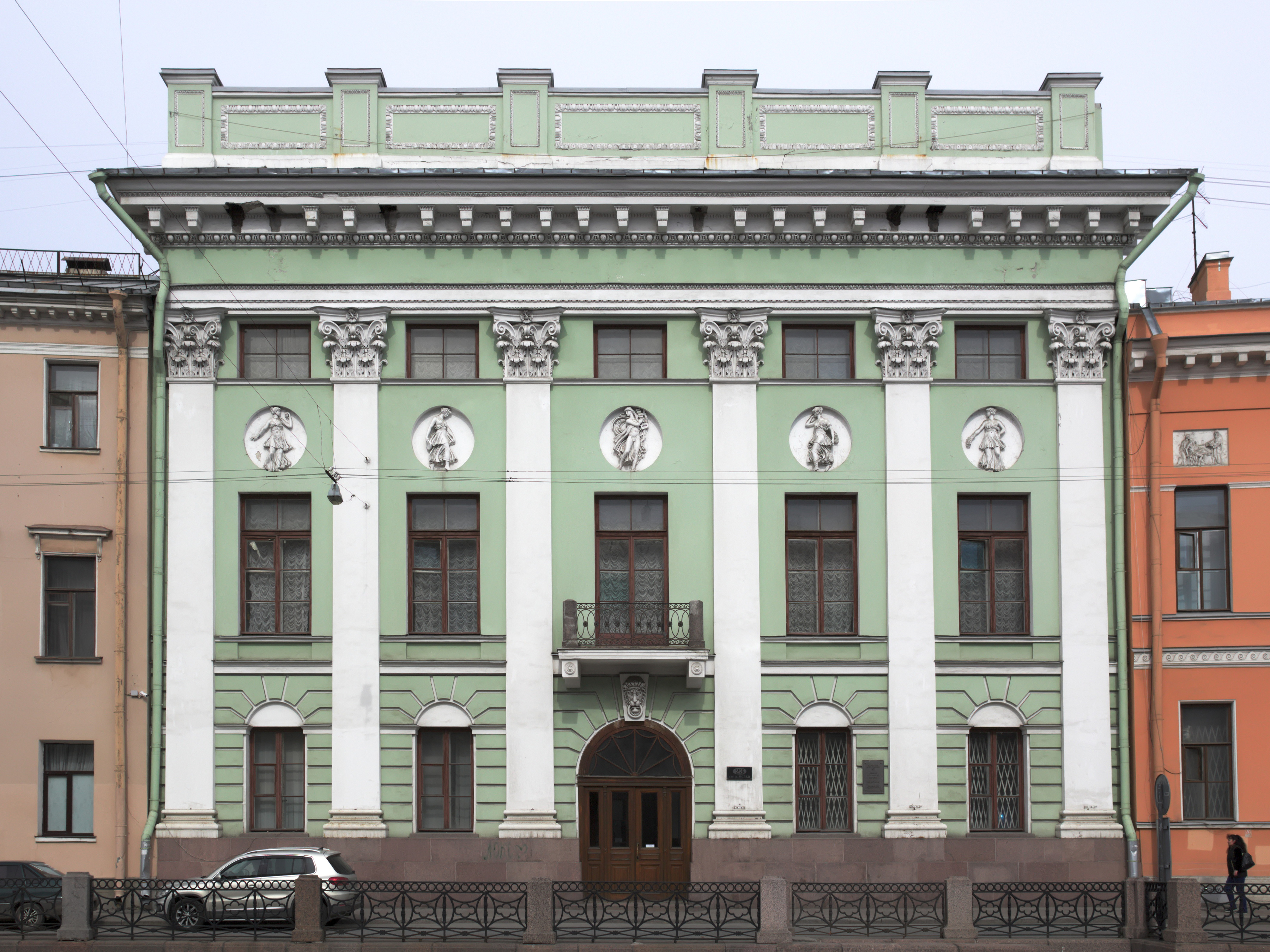
hôtel particulier d'Abamélek-Lazarev en 1912-1914

### Ivan Joltovski
C'est à Moscou que ce paladianiste réalisa la plupart de ses travaux. Il a passé de longues années à étudier l'héritage de la Renaissance italienne. L'hôtel Tarassov est une de ses œuvres les plus significatives C'est une réplique du palais Thiene Bonin Longare à Vicence en Italie. Mais, en gardant le plan général de son prototype, il l'a combiné au système de proportion d'un autre bâtiment (le palais des Doges à Venise).

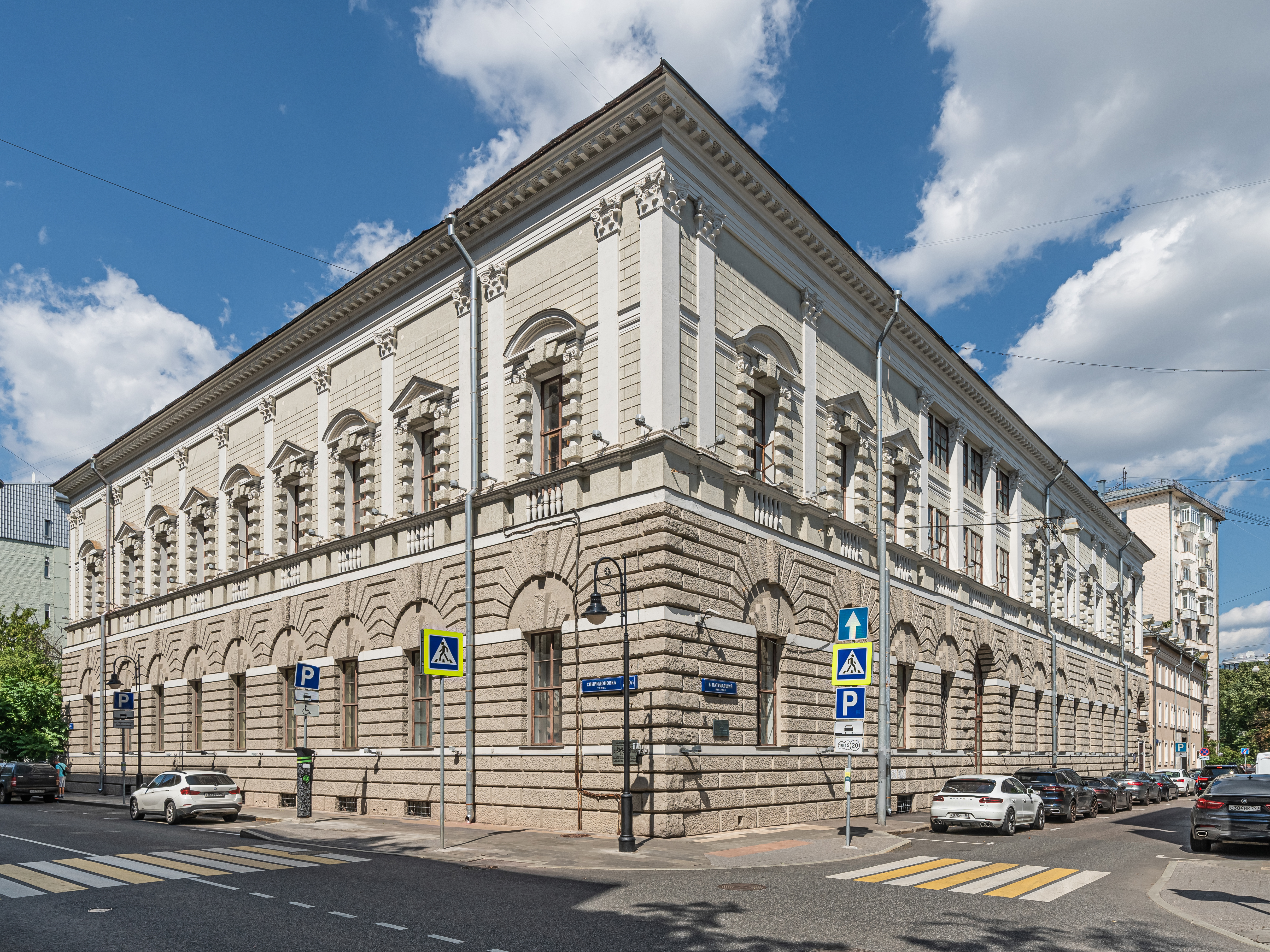
Hôtel Tarassov-1910- Moscou

### Frères Vesnine
Les frères Vesnine se consacrèrent à une analyse profonde du classicisme. Entre 1913 et 1916, ils bâtirent l'hôtel Sirotkine sur les rives de la Volga à Nijni Novgorod. Il est fort proche des œuvres de Fomine. Le propriétaire de l'Hôtel désirait transformer l'immeuble en hôtel et sa conception a été réalisée en fonction de cette affectation ultérieure. Un des frères Vesnine réalisa à l'intérieur des plafonds caissonnés mis en peinture par Alexandre disciple de Vladimir Tatline.

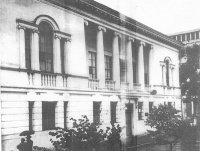
Hôtel Sirotkine 1913-1916 Nijni Novgorod
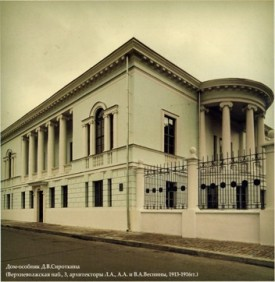
Hôtel Sirotkine

### Franz Schechtel
L'architecte Schechtel se construit en 1910 une demeure à Moscou. C'est un bâtiment de petite taille à composition asymétrique. Un grand portique en façade révèle la position du hall. La maison est proche du style Art nouveau mais incorpore des détails néo-classiques nombreux, utilisés comme symboles discrets de l'appartenance à un endroit à une culture, à une ville et s'éloignant du style international classique.

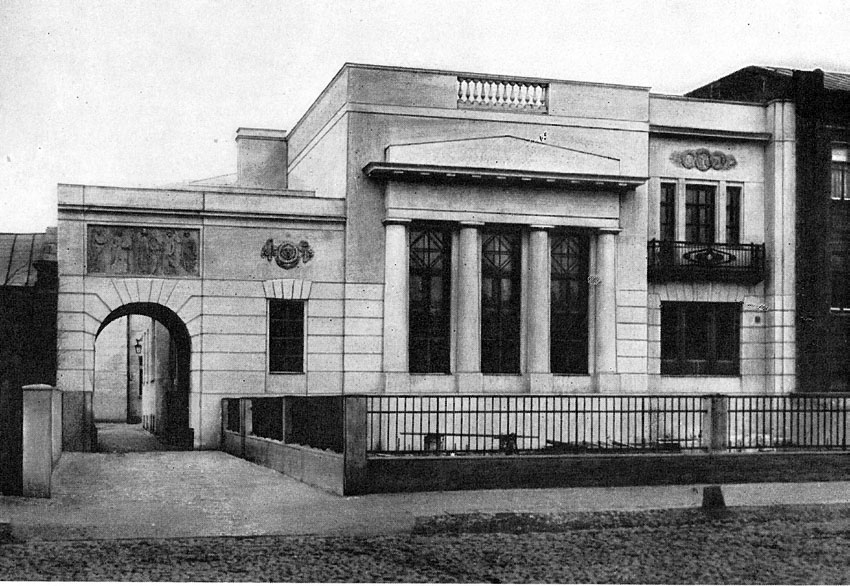
Moscou rue Sadovaïa-Koudrinskaïa 1910
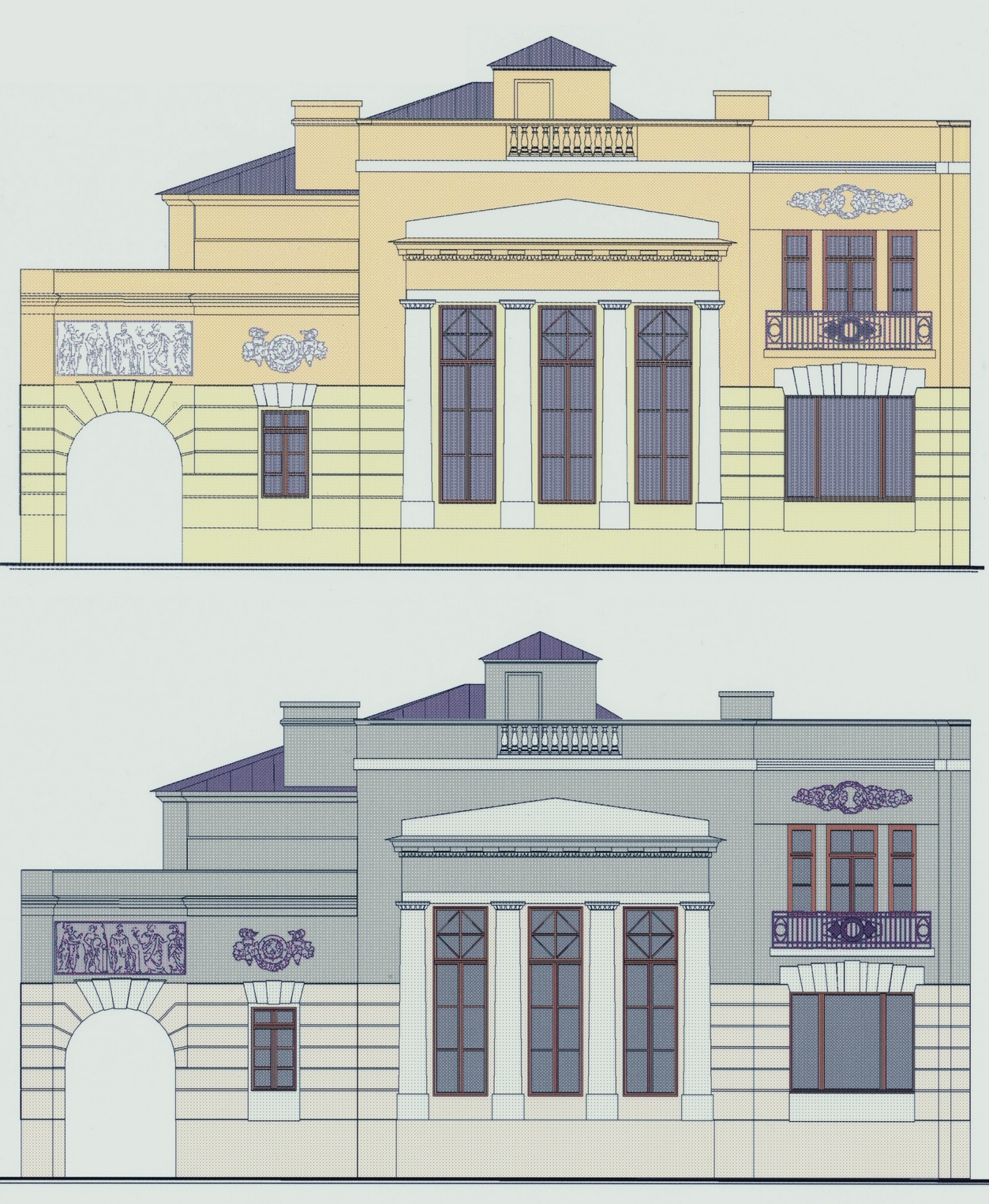
rue Sadovaïa-Koudrinskaïa, maison de Schechtel, plans

## Liens
- Photos (ru) Neoclassic architecture в ЖЖ